# Lomači
Lomači (cyr. Ломачи) – wieś w Bośni i Hercegowinie, w Republice Serbskiej, w mieście Trebinje. W 2013 roku liczyła 1 mieszkańca.